# Seoul Station
Seoul Station ist der dritte Animationsfilm des südkoreanischen Regisseurs Yeon Sang-ho. Der Film handelt von einer Zombie-Apokalypse und stellt die Vorgeschichte zu Train to Busan dar. Seoul Station feierte seine Premiere am 5. April 2016 auf dem Brussels International Fantastic Film Festival und wurde dort mit dem Silbernen Raben ausgezeichnet. Der Film kam am 17. August 2016 in die südkoreanischen Kinos und erreichte 147.031 Zuschauer. Am 31. März 2017 wurde der Film in Deutschland durch splendid film einzeln auf DVD und Blu-ray veröffentlicht. Die deutsche Erstveröffentlichung fand im Set mit Train to Busan am 3. Februar 2017 statt.

## Handlung
Ein alter Obdachloser läuft den Weg zur Seoul Station entlang und scheint am Hals verletzt zu sein. Nur sein obdachloser Freund möchte ihm helfen. Doch die Krankenstation in der Nähe ist belegt. Als er die Polizei holt, ist der alte Obdachlose nicht mehr da. Der Freund findet ihn bald wieder, sieht allerdings, wie er einen anderen Menschen isst und ihn dann auch angreift.
Die von zu Hause ausgerissene Hye-seon lebt mit ihrem Freund Gi-ung in einem Apartment nahe der Seoul Station. Für dieses geht ihnen allerdings das Geld aus, weshalb Gi-ung möchte, dass sie sich prostituiert, damit beide nicht wieder auf der Straße leben müssen. Hye-seon lehnt das aber ab, und es kommt zu einem Streit, nach dem beide getrennte Wege gehen. Hye-seons Vater, der die Sexanzeige online entdeckt, nimmt Kontakt mit Gi-ung auf, um seine Tochter zu finden. Als Gi-ung Hye-seon anruft, drückt sie ihn aber weg. Sie läuft zur U-Bahn, doch plötzlich laufen ihr Menschen entgegen, die vor einer angreifenden Horde flüchten. Sie verschanzen sich in einer Polizeistation, wobei die Polizisten jedoch auch attackiert werden. Dort bemerken sie, dass man durch Bisse auch zum Zombie wird. Eine Spezialeinheit rückt an und kann die Aufmerksamkeit von Hye-seon und einem anderen Obdachlosen lenken, sodass diese flüchten können. Sie werden von einem Krankenwagen mitgenommen, protestieren aber so vehement dagegen, in das Krankenhaus zu fahren, dass der Wagen verunglückt.
Zeitgleich durchsuchen Gi-ung und Hye-seons Vater Seok-gu das Apartment. Hye-seon ist aber noch nicht zurückgekehrt. Stattdessen werden die beiden von Zombies angegriffen. Sie können aber mit dem Auto flüchten. Gi-ung schafft es auch, mit Hye-seon Kontakt aufzunehmen. Nach dem Krankenwagenunfall ist sie mit dem Obdachlosen durch die U-Bahn zum Bahnhof Hoehyeon gelaufen. Gi-ung und Seok-gu fahren dorthin, doch das Gebiet ist von der Polizei abgeriegelt. Hye-seon und der Obdachlose befinden sich hinter der Barrikade, werden von der Polizei aber nicht durchgelassen. Schließlich kommt auch noch das Militär. Der Obdachlose steigt auf die Barrikade, da er flüchten möchte. Doch das Militär erschießt ihn. Die Panik beginnt nach dem Schuss, und von der anderen Seite nahen Zombies. Hye-seon schafft es knapp, in ein neues Wohngebäude zu flüchten, und nimmt Kontakt mit Gi-ung auf. Beide kommen in das Gebäude. Doch dort stellt sich heraus, dass Seok-gu nicht Hye-seons Vater ist, sondern ein Zuhälter, dem Hye-seon Geld schuldet. Er tötet Gi-ung, als dieser Hye-seon verteidigen will. Diese kann aber entkommen. Dennoch spürt Seok-gu sie auf. Als er sie vergewaltigen will, scheint diese tot zu sein. Er bemerkt, dass Hye-seon infiziert ist. Diese greift ihn sogleich an.

## Rezeption
Michael Meyns von Filmstarts.de bewertete den Film positiv und vergab 4 von 5 Sternen. Er bezeichnete Seoul Station als sehenswerter als Train to Busan desselben Regisseurs. Beide Filme seien unterschiedlich: Seoul Station sei ein Sozialdrama, während Train to Busan actionlastiger sei. Für Meyns habe Seoul Station „als starkes Porträt von Menschen am Rande der koreanischen Gesellschaft weit mehr zu bieten als nur eine weitere Zombie-Apocalypse“. Nach Park Jin-hai von der Korea Times sei Seoul Station dunkler als Train to Busan, und die Protagonisten seien auch ungewöhnlicher. Es handle sich um Menschen am Ende der sozialen Leiter: einen Obdachlosen, eine Prostituierte und einen zuhälterischen Freund. Der Film überzeuge mit einigen Metaphern und übertrumpfe Train to Busan. Clarence Tsui vom Hollywood Reporter bezeichnete den Film als „einfache, aufregende Fahrt durch eine monsterverseuchte Welt“. James Marsh vergab 3 von 5 möglichen Sternen an Seoul Station und besprach den Film durchschnittlich.